# He Guoqiang (Politiker)

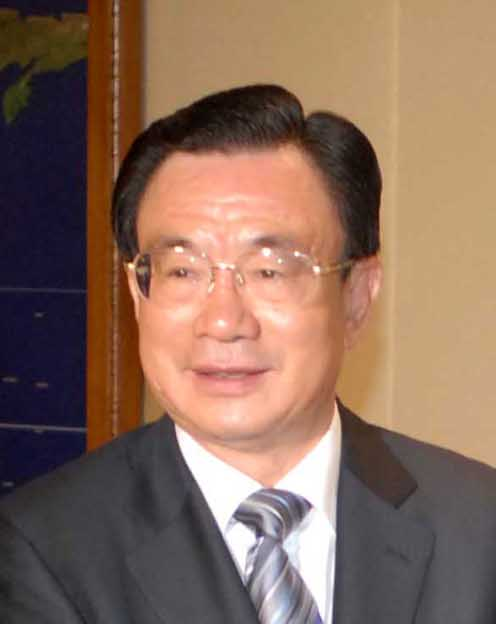
He Guoqiang

He Guoqiang (chinesisch 贺国强, Pinyin Hè Guóqiǎng; * Oktober 1943 in Xiangxiang, Provinz Hunan) ist ein chinesischer kommunistischer Politiker. Er war Leiter der Organisationsabteilung der Kommunistischen Partei Chinas (KPCh) und von Oktober 2007 bis November 2012 Mitglied des Ständigen Ausschusses des Politbüros sowie Sekretär der Disziplinkontrollkommission beim Zentralkomitee (ZK).

## Studium und berufliche Laufbahn
He absolvierte von 1961 bis 1966 ein Studium der Anorganischen Chemie am Institut für Chemieingenieurwesen in Peking. Im Januar 1966 trat er der KPCh bei. Nach dem Abschluss des Studiums und der Graduierung als Chemieingenieur war er ab September 1966 noch kurze Zeit am Institut für Chemieingenieurwesen tätig, ehe er von 1967 bis 1978 als Techniker, Direktor und Parteisekretär des Labors für künstliche Herstellung in einer Düngemittelfabrik in der Provinz Shandong. Anschließend war er bis 1980 Stellvertretender Direktor und Stellvertretender Chefingenieur dieser Düngemittelfabrik.
Von 1980 bis 1982 war er als Direktor der Kontrollabteilung des Amtes für Chemische und Petroleumindustrie der Provinzregierung von Shandong. Anschließend war er Stellvertretender Generaldirektor sowie von 1984 bis 1986 Generaldirektor dieses Amtes.

## Parteisekretär
Bereits 1982 erfolgte auf dem 12. Parteitag der KPCh seine Wahl zum Kandidaten des ZK. He wurde 1986 Mitglied des Ständigen Ausschusses des Parteikomitees der Provinz Shandong. In diesem Amt war er zunächst auch Stellvertretender Sekretär sowie anschließend von 1987 bis 1991 Sekretär des Parteikomitees der Stadt Jinan.
Danach war er von 1991 bis 1996 Vizeminister für Chemieindustrie sowie Stellvertretender Sekretär der Parteiorganisation des Ministeriums. 1996 wurde er zum Stellvertretenden Sekretär des Parteikomitees der Provinz Fujian ernannt. In diesem Amt war er zunächst Vizegouverneur und amtierender Gouverneur, ehe er von 1997 bis 1999 zugleich Gouverneur von Fujian war. Auf dem 15. Parteitag der KPCh wurde er 1997 zudem auch zum Mitglied des ZK gewählt. 1999 bis 2002 war er Sekretär des Parteikomitees der regierungsunmittelbaren Stadt Chongqing.
Seit dem 16. Parteitag der KPCh 2002 war er Leiter der Abteilung für Organisation und Mitglied des Sekretariats des ZK der KPCh. Zugleich erfolgte seine Wahl zum Mitglied des Politbüros des ZK. Damit gehörte He dem erweiterten Führungskreis der KPCh an. Des Weiteren wurde er beim 17. Parteitag der KPCh 2007 zum Mitglied des Ständigen Ausschusses des Politbüros der KPCh sowie zum Sekretär der Disziplinkontrollkommission beim ZK gewählt. In diesen Funktionen löste er seinen Vorgänger Wu Guanzheng ab. Er gehörte damit dem inneren Führungskreis der KPCh an. Im November 2012 schied er beim 18. Parteitag der KPCh altersbedingt aus allen Funktionen aus.